# 古宜镇
古宜镇，是中华人民共和国广西壮族自治区柳州市三江侗族自治县下辖的一个乡镇级行政单位。

## 行政区划
古宜镇下辖以下地区：
古宜河东社区、古宜河西社区、大竹村、西游村、大洲村、光辉村、文大村、黄排村、平传村、泗联村、寨准村、周北村、周坪村、马坪村和古皂村。

## 交通
- 贵广客运专线：三江南站